# تيلس أوف ليجينديا
تيلس أوف ليجينديا (باليابانية: テイルズ オブ レジェンディア) هي لعبة فيديو تقمص الأدوار طورت من قبل شركة نامكو لأجهزة بلاي ستيشن 2، وهو الجزء السابع من سلسلة ألعاب تايلس وتم إطلاقها في أغسطس 2005، يتحكم اللاعب بثلاث شخصيات في ثلاث بيئات، عالم اللعبة أغلبه مكون من المياه ويتم الصراع بين البحريات فيها، هناك مجموعة من الشخصيات تستطيع العيش داخل المياه وتحاول من خلالها السيطرة على العالم وهناك مجموعة أخرى تكون لها قوى خارقة ويتصارعون بينهم.